# Liste des épisodes d'Old Christine
Cet article présente la liste des épisodes de la série télévisée américaine Old Christine (The New Adventures of Old Christine).

## Première saison (2006)
1. Un ex, deux Christine (Pilot)
2. Supertramp (Supertramp)
3. Blind Date (Open Water)
4. Souvenirs, Souvenirs (One Toe Over the Line, Sweet Jesus)
5. Le Grand Saut (I'll Show You Mine)
6. Chacun pour moi (The Other F Word)
7. Soirée ratée (Long Days Journey Into Stan)
8. Fête et Défaite (Teach Your Children Well)
9. La Nana de papa (Ritchie Has Two Mommies)
10. À qui la faute ? (No Fault Divorce)
11. Mère de Rockeur (Exile on Lame Street)
12. La Bonne… Copine (Some of my Best Friends Are Portuguese)
13. Baiser salé (A Fair to Remember (1))

## Deuxième saison (2006-2007)
1. Solitaires, Solidaires (The Passion of Christine (2))
2. Oui, Non, Peut-être… (The Answer Is Maybe (1))
3. L'Arbre généa-pas-logique (Come to Papa Jeff (2))
4. Crise de foi (Oh God, Yes)
5. La Nouvelle Divorcée (Separation Anxiety)
6. Le Champion (The Champ)
7. Flirt interdit (Playdate with Destiny)
8. Fonds de tiroir (Women 'N Tuition)
9. Mission impossible (Mission: Impossible)
10. Barb à la rescousse (What About Barb?)
11. Crash (Crash)
12. Fan de foot (Ritchie Scores)
13. Décalage horaire (Endless Shrimp, Endless Night)
14. Le Mec idéal (Let Him Eat Cake)
15. Nuits blanches à Mar Vista (Sleepless in Mar Vista)
16. Frou-Frou et Cie (Undercover Brother)
17. Sauvez la planète (Strange Bedfellows)
18. Mails et Mâles (The Real Thing)
19. La confiance règne (Faith Off)
20. L'Ex de ma vie (My Big Fat Sober Wedding)
21. Mes amis, mes amours (Friends)
22. L'Amour sans conséquence (Frasier)

## Troisième saison (2008)
1. Titre francophone inconnu (The Big Bang)
2. Titre francophone inconnu (Beauty Is Only Spanx Deep)
3. Titre francophone inconnu (Popular)
4. Titre francophone inconnu (Traffic)
5. Titre francophone inconnu (Between a Rock and a Hard Place)
6. Titre francophone inconnu (The New Adventures of Old Christine)
7. Titre francophone inconnu (House)
8. Titre francophone inconnu (Burning Down the House)
9. Titre francophone inconnu (The Happy Couple)
10. Titre francophone inconnu (One and a Half Men)

## Quatrième saison (2008-2009)
1. Titre francophone inconnu (A Decent Proposal)
2. Titre francophone inconnu (How I Hate Your Mother)
3. Titre francophone inconnu (White Like Me)
4. Titre francophone inconnu (Snakes on a Date)
5. Titre francophone inconnu (Everyone Says I Love You Except Ritchie)
6. Titre francophone inconnu (Tie Me Up, Don't Tie Me Down)
7. Titre francophone inconnu (So You Think You Can Date)
8. Titre francophone inconnu (Self-Esteem Tempura)
9. Titre francophone inconnu (Rage Against the Christine)
10. Titre francophone inconnu (Guess Who's Not Coming to Dinner)
11. Titre francophone inconnu (Unidentified Funk)
12. Titre francophone inconnu (Happy Endings)
13. Titre francophone inconnu (Notes on a 7th Grade Scandal)
14. Titre francophone inconnu (What Happens in Vegas is Disgusting in Vegas)
15. Titre francophone inconnu (Reckless Abandonment)
16. Titre francophone inconnu (Honey, I Ran Over the Kid)
17. Titre francophone inconnu (Too Close for Christine)
18. Titre francophone inconnu (A Change of Heart/Pants)
19. Titre francophone inconnu (Hair)
20. Titre francophone inconnu (He Ain't Heavy)
21. Titre francophone inconnu (The Old Maid of Honor)
22. Titre francophone inconnu (Love: A Cautionary Tale)

## Cinquième saison (2009-2010)
1. Titre francophone inconnu (Bahamian Rhapsody)
2. Titre francophone inconnu (Burning Love)
3. Titre francophone inconnu (The Mole)
4. Titre francophone inconnu (For Love or Money)
5. Titre francophone inconnu (Doctor Little Man)
6. Titre francophone inconnu (The Curious Case of Britney B.)
7. Titre francophone inconnu (Nuts)
8. Titre francophone inconnu (Love Means Never Having to Say You're Crazy)
9. Titre francophone inconnu (I Love Woo, I Hate You)
10. Titre francophone inconnu (Old Christine Meets Young Frankenstein)
11. Titre francophone inconnu (It's Beginning to Stink a Lot Like Christmas)
12. Titre francophone inconnu (A Whale of a Tale)
13. Titre francophone inconnu (Truth or Dare)
14. Titre francophone inconnu (A Family Unfair)
15. Titre francophone inconnu (Sweet Charity)
16. Titre francophone inconnu (Subway, Somehow)
17. Titre francophone inconnu (Up in the Airport)
18. Titre francophone inconnu (Revenge Makeover)
19. Titre francophone inconnu (I Love What You Do For Me)
20. Titre francophone inconnu (Scream)
21. Titre francophone inconnu (Get Smarter)